# Liam Martin

a Compétitions nationales et continentales officielles uniquement.

b Matchs officiels uniquement.
Liam Martin, né le 5 mars 1997 à Temora, est un joueur australien de rugby à XIII évoluant au poste de deuxième ligne, de troisième ligne ou de pilier dans les années 2010 et 2020.
Formé au rugby à XIII dès son plus jeune âge, il dispute la National Rugby League avec les Penrith Panthers à partir de la saison 2019. Finaliste en 2020, il fait partie de l'équipe qui remporte quatre titres d'affilée de NRL en 2021, 2022, 2023 et 2024. il s'impose comme l'une des meilleurs deuxième ligne du Championnat, nommé meilleur deuxième ligne en  2023.
Il s'impose comme titulaire en sélection australienne pour remporter la Coupe du monde en 2022 et il parvient également à disputer de nombreux « State of Origin », gagnant les éditions 2021 et 2024.

## Palmarès
- Collectif : 
  - Vainqueur de la Coupe du monde : 2021 (Australie).
  - Vainqueur du State of Origin : 2021 et 2024 (Nouvelle-Galles du Sud).
  - Vainqueur de la National Rugby League : 2021, 2022, 2023 et 2024 (Penrith).
  - Finaliste de la National Rugby League : 2020 (Penrith).

- Individuel :
  - Elu meilleur deuxième ligne de la National Rugby League : 2023 (Penrith).
  - Elu meilleur joueur de la finale de la National Rugby League : 2024 (Penrith).

### Détails en club
| 2019 | Penrith Panthers | NRL | 10e       | 16 | 8  | 2 | - | - |      |           |   |   |   |   |   |    |   |    |   |   |   |
| 2020 | Penrith Panthers | NRL | Finaliste | 21 | 20 | 5 | - | - |      |           |   |   |   |   |   |    |   |    |   |   |   |
| 2021 | Penrith Panthers | NRL | Champion  | 27 | 12 | 3 | - | - | 2021 | Vainqueur | 3 | - | - | - | - |    |   |    |   |   |   |
| 2022 | Penrith Panthers | NRL | Champion  | 22 | 28 | 7 | - | - | 2022 | Perdant   | 3 | - | - | - | - | CM | 5 | 12 | 3 | - | - |
| 2023 | Penrith Panthers | NRL | Champion  | 18 | 24 | 6 | - | - | 2023 | Perdant   | 3 | 4 | 1 | - | - |    | 2 | -  | - | - | - |
| 2024 | Penrith Panthers | NRL | Champion  | 22 | 16 | 4 | - | - | 2024 | Vainqueur | 3 | 4 | 1 | - | - |    |   |    |   |   |   |
| 2025 | Penrith Panthers | NRL |           | 5  | 4  | 1 | - | - |      |           |   |   |   |   |   |    |   |    |   |   |   |